# Университет Маккуори
Университет Маккуори (англ. Macquarie University) — высшее учебное заведение в Австралии, расположен в Сиднее. Основанный в 1964 году в качестве третьего Университета Сиднея, постоянно находится в рейтинге среди лучших университетов в Австралии. Кампус занимает площадь 126 га и находится в высокотехнологичном коридоре в пригороде Маккуори парк / Норт райд (Macquarie Park / North Ryde).
Университет предлагает широкий спектр степеней и имеет солидную репутацию в области хиропрактики[уточнить], бизнеса, финансов и иностранных языков. Университет Маккуори разработал Австралийский национальный словарь — Macquarie Dictionary. Университет имеет очень активное отделение европейских языков и является одним из основных учебных заведений, предлагающих изучение русского языка и культурных исследований.
Область научных интересов Университета Маккуори очень обширна и включает изучение звездообразования, галактической археологии, планетарных туманностей и чёрных дыр. Исследователи университета изучают астрономические представления аборигенов, а также поведение животных и насекомых. При университете Маккуори работает Центр эмоционального здоровья и Центр финансовых рисков. Университет является видным современным центром египтологии, лидером которой здесь является профессор Н. Канавати, имеется солидная библиотека по ней.
При университете существует библиотека.

## Факультеты
- Факультет искусств
- Факультет экономики и торговли
- Факультет наук
- Факультет наук о человеке